# Agrilus parabductus
Agrilus parabductus es una especie de insecto del género Agrilus, familia Buprestidae, orden Coleoptera.
Fue descrita científicamente por Knull, 1954.